# Phymatosorus vieillardii
Phymatosorus vieillardii är en stensöteväxtart som först beskrevs av Georg Heinrich Mettenius, och fick sitt nu gällande namn av Pichi-serm. Phymatosorus vieillardii ingår i släktet Phymatosorus och familjen Polypodiaceae. Inga underarter finns listade.